# Norops ahli
Norops ahli este o specie de șopârle din genul Norops, familia Polychrotidae, ordinul Squamata, descrisă de Thomas Barbour în anul 1925. A fost clasificată de IUCN ca specie cu risc scăzut. Conform Catalogue of Life specia Norops ahli nu are subspecii cunoscute.